# NGC 85
NGC 85 (también conocida como NGC 85A) es una galaxia interactiva lenticular que se estima está entre 285 a 290 millones de años luz de distancia en la constelación de Andrómeda. Fue descubierta por Ralph Copeland en 1873 y su magnitud aparente es de 15.7. La galaxia parece estar interactuando con la espiral complementaria IC 1546. Tiene alrededor de 75 mil años luz de diámetro.